# Хари Марковиц
Хари Макс Марковиц (на английски: Harry Max Markowitz) е американски икономист, удостоен с Нобелова награда за икономика, заедно с Мертън Милър и Уилям Форсайт Шарп (за първи път лауреатите са трима), през 1990 за основополагащия им труд в теорията на икономиката на финансите.
Хари Марковиц е роден на 24 август 1927 в Чикаго, Илинойс, САЩ в семейство на евреи (баща — Морис; майка — Милдред).. Учи в родния си град, където завършва и висшето си образование. Като млад има възможността да се учи от множество изявени икономисти: Милтън Фридман, Тялинг Коопманс и други.

## Публикувани трудове
- Markowitz, H.M. Portfolio Selection //  The Journal of Finance 7 (1).   Март 1952. DOI:10.2307/2975974. с. 77–91.

- Markowitz, H.M. The Utility of Wealth //  The Journal of Political Economy (Cowles Foundation Paper 57) LX (2).   Април 1952. с. 151–158.

- Markowitz, H.M. The Elimination Form of the Inverse and Its Application to Linear Programming //  Management Science 3 (3).   Април 1957. DOI:10.1287/mnsc.3.3.255. с. 255–269.

- Markowitz, H.M. Portfolio Selection: Efficient Diversification of Investments.   New York, John Wiley & Sons, 1959. (reprinted by Yale University Press, 1970, ISBN 978-0-300-01372-6; 2nd ed. Basil Blackwell, 1991, ISBN 978-1-55786-108-5)

- Markowitz, H.M. "SIMSCRIPT", Encyclopedia of Computer Science and Technology. Т. 13.   New York and Basel, Marcel Dekker, 1 октомври 1979. ISBN 978-082-472-263-0. с. 516.

- Markowitz, H.M. and E. van Dijk. Single-Period Mean-Variance Analysis in a Changing World //  Financial Analysts Journal 59 (2).   Март/April 2003. DOI:10.2469/faj.v59.n2.2512. с. 30–44.

- Markowitz, H.M. Market Efficiency: A Theoretical Distinction and So What? //  Financial Analysts Journal 61 (5).   Септември/October 2005. с. 17–30.

- Markowitz, H.M. Harry Markowitz: Selected Works.   Hackensack, New Jersey, World Scientific, 2009. ISBN 978-981-283-364-8. с. 716. Архив на оригинала от 2011-02-23 в Wayback Machine.